# Carlo De Lorenzi
Carlo De Lorenzi ist ein ehemaliger italienischer Skispringer.
De Lorenzi gewann bei den italienischen Meisterschaften 1946 hinter Giuseppe Muraro und Edy Bibbia die Bronzemedaille. Diesen Erfolg wiederholte er ein Jahr später. 1949 gewann er seinen ersten italienischen Meistertitel vor Aldo Trivella und Bruno Da Col. Ein Jahr später gewann er seinen letzten Titel.